# درايتون فلورنسا
درايتون فلورنسا (بالإنجليزية: Drayton Florence)‏ هو لاعب كرة قدم أمريكية أمريكي، ولد في 19 ديسمبر 1980 في أوكالا في الولايات المتحدة.

## وصلات خارجية
- درايتون فلورنسا على موقع مرجع كرة القدم المحترفة.كوم (الإنجليزية)